# (53093) La Orotava
(53093) La Orotava ist ein Asteroid des inneren Hauptgürtels, der am 28. Dezember 1998 von dem tschechischen Astronomenehepaar Jana Tichá und Miloš Tichý am Kleť-Observatorium (IAU-Code 046) bei Český Krumlov entdeckt wurde.
Der Asteroid ist nach La Orotava benannt, einer Stadt auf der Kanareninsel Teneriffa. Jana Tichá und Miloš Tichý hatten La Orotava im Jahre 2002 besucht. Die Benennung erfolgte durch die Internationale Astronomische Union (IAU) am 6. März 2004.